# Soldier of Fortune (jeu vidéo)
 (mai 2017).
 (mai 2017).
Si vous disposez d'ouvrages ou d'articles de référence ou si vous connaissez des sites web de qualité traitant du thème abordé ici, merci de compléter l'article en donnant les références utiles à sa vérifiabilité et en les liant à la section « Notes et références ».
Pour les articles homonymes, voir Soldier of Fortune.
Soldier of Fortune (parfois abrégé SoF) est un jeu vidéo de tir à la première personne créé par Raven Software et édité par Activision sorti le 17 mars 2000 pour Windows. Utilisant un moteur 3D dérivé de celui de Quake II c'est un des premiers jeux à utiliser une localisation des dégâts aussi poussée, ce qui lui a valu de défrayer la chronique lors de sa sortie, étant jugé comme une apologie de la violence dans les jeux vidéo. Il a dû se doter d'un système de contrôle parental prévenant l'apparition du sang dans le jeu.
Il fut ensuite porté sur PlayStation 2 et sur Dreamcast en 2001.
Loki Software l'a également adapté pour GNU/Linux.
Il est disponible sur la plateforme GOG.com en téléchargement.

## Histoire

### Synopsis
Les événements commencent à New York, lorsque le métro de la ville est pris d'assaut par un gang criminel ultra violent. Dépassées, les forces de police locales font appel au Magasin qui envoie sur place John Mullins et Hawk. Même si la sécurité est finalement rétablie, le chef du gang parvient à s'échapper.   
Quelques jours plus tard, une base de l'armée russe est attaquée par un commando lourdement armé qui parvient à s'emparer de quatre ogives nucléaires opérationnelles. Craignant qu'elles ne soient vendues au plus offrant, le Magasin charge Mullins et Hawk de les récupérer. Ce sera le point de départ d'une aventure effrénée qui les amènera à affronter une redoutable organisation paramilitaire appelée L'Ordre dirigée par Sergei Dekker, un ancien colonel de l'apartheid sud-africain.  

### Personnages
Soldier of Fortune met en scène divers personnages. 
Le principal est John Mullins, le héros du jeu. Ancien membre des forces spéciales américaines, vétéran de la Guerre du Vietnam, il a quitté l'armée depuis quelques années et officie maintenant comme « consultant » privé. Il travaille actuellement pour Le Magasin, une organisation secrète des Nations unies. Auparavant connue comme l'ARC (Armed Response Conduit), cette organisation a pour but de mettre un terme aux conflits et de neutraliser les menaces pesant sur la paix mondiale. Mullins est épaulé par Hawk, un combattant expérimenté et redoutable qui se révèle d'une aide précieuse lors des situations périlleuses et qui s'était illustré lors de l'opération Desert Storm en 1991. Ils seront briefés entre chaque mission par Sam Gladstone, un employé du Magasin qui est le relais de Mullins avec ses commanditaires. Il gère une librairie à New York qui fait aussi office de planque secrète pour le Magasin. Sam Gladstone gère également l'arsenal utilisé en mission et le stocke dans une aire secrète de sa librairie[réf. nécessaire].
Leur adversaire principal est  Sergei Dekker. Cet ancien colonel de l'armée sud-africaine durant l'apartheid fut responsable du K.R.A.A.L., un programme d'armement secret qui aboutit à la construction de sept armes nucléaires par l'Afrique du Sud dans les années 1970 et 1980. Le changement de régime politique le conduisit toutefois à un désaccord avec le nouveau président de Klerk à la suite duquel il fut contraint à l'exil. Vouant une haine féroce aux Nations unies qu'il juge responsables de la fin du régime qu'il servit fidèlement, il fonda L'Ordre, une organisation paramilitaire. Son objectif est de se venger des Nations unies. Pour accomplir ses sinistres projets, il peut compter sur son jeune frère Wilhelm Dekker. Surnommé « Le Sabre », ce dernier dirige un gang criminel qui fait régner la terreur dans les rues de New York. Chef cruel et brutal mais aussi charismatique, il est entièrement dévoué à son aîné[réf. nécessaire].
Plusieurs autres personnages seront croisés aux cours des événements, comme le général Mohammed Amu de l'armée irakienne ou même Saddam Hussein qui fait une brève apparition dans le jeu.  

## Système de jeu

### Généralités
Soldier of Fortune est un jeu de tir à la première personne.
Le personnage incarné par le joueur dispose d'une barre de vie et d'une barre d'armure, cette dernière encaissant une partie des dégâts avant que la barre de vie soit entamée. Il est possible de trouver différentes trousses de soins et de récupérer du blindage dans les niveaux du jeu. Le joueur peut emporter plusieurs armes - le nombre variant en fonction du niveau de difficulté - et passer de l'une à l'autre en fonction des besoins ou du niveau de munitions restantes. Des munitions peuvent être trouvées dans les niveaux ou récupérer sur les ennemis abattus. 
L'une des principales caractéristiques de Soldier of Fortune est le système de localisation des dégâts extrêmement poussé, le GHOUL. Il permet ainsi de simuler les effets réels des munitions sur les différentes parties du corps humains. Vingt-six sont ainsi "simulées" et peuvent être atteintes. Cela donne des affrontements extrêmement sanglants et violents ou les bras et jambes peuvent être arrachés, les têtes explosées... Les cris et hurlements des ennemis blessés sont également très réalistes.
Une version édulcorée du jeu, appelée Soldier of Fortune : Tactical Low Violence Version, a également été mise sur le marché. Elle supprime les effets sanglants et dérangeants de la version d'origine.

### Missions
Le joueur parcourt plusieurs régions du monde.
L'aventure de John Mullins commence dans le métro new-yorkais que le Ministère du Péché, une organisation criminelle dirigée par le sanguinaire Sabre, a pris d'assaut. Les hommes du gang lourdement armés parviennent à tenir la police en échec et se sont emparés de nombreux otages. John Mullins et Hawk sont envoyés pour débloquer la situation.
À la suite de ces événements, Mullins met le cap sur l'Ouganda où il est chargé de récupérer une des quatre ogives nucléaires volées dans une base en Russie avant qu'elle ne soit livrée à son acheteur.
Par la suite, une deuxième ogive est localisée au Kosovo où une faction serbe a repris le combat. Mullins et Hawk vont devoir retrouver cette arme et la neutraliser tout en éliminant les forces serbes qui s'opposeront à eux.
La troisième tête nucléaire est ensuite repérée en Sibérie, à Uedineniya, dans une base secrète appartenant à une organisation terroriste fabriquant également des armes chimiques. L'objectif de John Mullins est de retrouver cette arme, de la détruire et de rendre l'usine chimique définitivement inutilisable.
La quatrième et dernière tête nucléaire est finalement localisée à Bagdad en Irak où elle serait entre les mains du général Mohammed Ammu, un rival de Saddam Hussein. John Mullins est chargé de la neutraliser.
Après sa mission irakienne, Mullins est chargé d'intercepter une cargaison d'armes destinées au gang du Sabre à New-York. John Mullins est envoyé sur place pour éradiquer définitivement l'organisation du Sabre et le capturer afin d'obtenir d'importants renseignements sur les projets de Sergei Dekker. 
Ce dernier est par la suite repéré au Soudan, dans une usine clandestine dissimulée derrière un abattoir et qui fabrique des missiles balistiques. John Mullins et Hawk sont envoyés sur place pour intercepter Dekker et détruire l'usine.
L'aventure se poursuit ensuite à Tokyo où John Mullins est chargé de recueillir des informations sur l'entreprise d'armement SUNI Corporation. Mais arrivé sur place, Mullins constate que les locaux de SUNI ont été pris d'assaut par un commando de yakuzas qui semblent s'être associés à Dekker. 
John Mullins est ensuite renvoyé en Irak pour mettre la main sur le général Ammu. En effet, ce dernier semble être lié à Serguei Dekker et a peut-être des informations à fournir au Magasin. De plus, il est probable que Dekker cherche à se débarrasser du général, devenu un témoin gênant. L'autre objectif est de saboter le programme nucléaire irakien.
Finalement, Sergei Dekker est enfin localisé dans un château à Hanovre où il se tient prêt à mettre son plan à exécution. Il est entouré de toute son armée et se battra jusqu'au bout. L'objectif est clair : éliminer définitivement Sergei Dekker et anéantir son organisation.

### Armement
Soldier of Fortune se distinguait par la mise à disposition du joueur d'un très vaste arsenal incluant tant des armes réelles (mais sous un nom fictif) que des armes fictives ou expérimentales. Le joueur peut ainsi choisir son équipement en début de mission, chaque arme étant présentée en détail avec ses caractéristiques techniques et une brève description.
Le joueur dispose toujours d'un couteau de combat qui est l'arme de corps à corps par excellence. Il peut aussi être utilisé comme arme de jet à courte distance et récupéré sur le corps de l'ennemi. La première arme de poing est le Black Panther, visuellement très proche du Glock, chambré en 9mm Parabellum. Peu puissant, il dispose toutefois d'un très large chargeur et d'une bonne cadence de tir. Le deuxième pistolet est le Griffe d'Argent. Énorme semi-automatique tirant la .44 Magnum, il dispose d'une puissance de feu dévastatrice. En revanche son chargeur ne peut contenir qu'un nombre limité de cartouches. Son apparence est inspirée du Desert Eagle.
Le fusil à pompe du jeu est le B-42 Berserker, qui offre une cadence de tir considérable et une munition redoutable à courte distance. Son apparence est calquée sur celle du SPAS-12.
Un fusil de précision est également dans l'arsenal du Magasin. Le fusil Œil d'Aigle représente une sorte d'optimum avec une lunette de visée électronique extrêmement sophistiquée et un canon muni d'un silencieux rendant les tirs indétectables.
Le premier pistolet-mitrailleur dénommé Raptor est une arme compacte et à grande cadence de tir utilisant des cartouches de calibre 5.56 OTAN lui offrant une puissance considérable. C'est une arme polyvalente et adaptée à toutes les situations. Le Raptor semble inspiré du pistolet-mitrailleur chilien FAMAE SAF. La deuxième arme de la catégorie est le T-31 Bulldog couplant un pistolet-mitrailleur compact à un silencieux. Disposant d'une très grande cadence de tir et d'une discrétion inégalée, il est toutefois peu précis. Le modèle du Bulldog est inspiré du MAC-10.
La mitrailleuse légère disponible est la M-75 Guardian, encombrant et lourde mais à la puissance de feu dévastatrice. Elle dispose également de la capacité de tirer des munitions au phosphore blanc qui brûlent toute matière organique. Cette arme semble visuellement basée sur la FN Minimi en service dans l'armée américaine.
Un lance-roquette M-202 FLASH (FLame Assault SHoulder Weapon) est également accessible. Cette arme atypique à la particularité de disposer d'un lanceur quadruple expédiant des roquettes au phosphore. Les roquettes peuvent soit être tirées une à une ou en une unique rafale.
L'autre arme incendiaire est le lance-flammes M343D. Plus léger que ses prédécesseurs, le M343D confirme le retour du lance-flammes dans l'arsenal militaire moderne. Ses effets sont terrifiants lorsqu'il est utilisé à courte distance et en espaces clos.
Il est également possible d'obtenir un lance-shrapnels H-24 qui se présente sous la forme d'un énorme fusil d'assaut muni d'un barillet dont les munitions, en explosant sur leur cible, projettent des centaines de billes d'acier.
Enfin, la dernière arme est la plus atypique : le fusil à micro-ondes R-22 qui projette sur sa cible un rayonnement extrêmement puissant provoquant de graves brûlures et pouvant même l'enflammer.

## Développement
Après le développement d'un contenu supplémentaire pour Hexen 2, l'équipe de Raven Software se voit remettre par Activision la licence Soldier of Fortune. Si ce dernier est à l'origine un magazine militaire, l'éditeur américain en a acheté les droits en vue de pouvoir utiliser son nom dans un futur jeu vidéo. 
Les développeurs se concentrent sur divers scénarios et idées de jeux dont le point commun est l'environnement militaire basé sur la Seconde Guerre mondiale. Mais cette idée est abandonnée et l'équipe se dirige vers un monde contemporain ; le nom du jeu évoquant la vie de mercenaire, l'équipe de développement décide de mettre en avant le fait de remplir des missions pour de l'argent. Les développeurs bénéficièrent également des conseils du vrai John Mullins, ancien béret vert qui devint le héros du titre. Mais le développement de l’univers du jeu et du gameplay est compliqué et nécessite de le retravailler plusieurs fois, ce qui rend Activision nerveux car aucun visuel du jeu n'a encore été produit après presque un an de développement. Toutefois, la technologie du jeu (moteur graphique notamment) est mise en place sans grand problème durant cette période, et le recrutement de John Mullins comme consultant permet de guider le développement dans la bonne direction. Il faudra encore environ dix mois de développement pour permettre d'obtenir un jeu techniquement viable.
Soldier of Fortune fut une petite révolution dans le monde du jeu vidéo lors de sa sortie : bien qu'utilisant le moteur 3D éprouvé de Quake II, il propose une géolocalisation des dégâts, le système GHOUL, jamais vu jusqu'alors : plus de 26 points d'impact différents sur l'ennemi, et autant de réactions à chaque point touché.
Ce réalisme très poussé pour l'époque ne fut pas du goût de tous, faisant encourir au logiciel une censure. Les développeurs, pour prévenir un retrait pur et simple des rayons, implémentèrent une option désactivant le mode « gore », qui active les blessures, le sang et la décapitation des ennemis. Malgré cela, le jeu a été interdit aux moins de 18 ans dans de nombreux pays.

## Accueil
Lors de sa sortie, Soldier of Fortune rencontre un grand succès critique malgré les polémiques liées à sa violence. Le site JeuxVidéo.com lui attribue la note de 17/20, louant la qualité de ses graphismes, sa facilité de prise en main et ses nombreuses innovations. 
Pour sa part, Gamekult lui attribue 6/10, mettant en avant la qualité de sa bande-son, l'efficacité du système de localisation des dégâts ou encore son rythme effréné. En lui reprochant toutefois sa faible durée de vie, la durée de ses temps de chargement ou encore l'excès de violence qui peut être difficilement supportable pour certains joueurs.  
Le réseau social culturel Sens critique publie des avis globalement très positifs avec une note moyenne de 8/10. 

## Postérité
À la suite du succès du premier opus, Raven Software et Activision sortirent Soldier of Fortune II: Double Helix en 2002 en se basant cette fois sur le moteur de Quake III. Le héros du jeu est toujours John Mullins, qui doit cette fois affronter une conspiration terroriste visant à utiliser une arme bactériologique dévastatrice. Cette suite bénéficia aussi d'un portage sur Xbox et fut globalement très bien accueillie par la critique.
En novembre 2007 sort un troisième opus appelé Soldier of Fortune: Payback. Il n'a toutefois plus grand chose à voir avec ses prédécesseurs puisque John Mullins n'est plus le héros et que le jeu a été développé par Cauldron. Jeu à petit budget, il sera vivement critiqué par la presse et les joueurs.
La série connaîtra un dernier épisode intitulé Soldier of Fortune Online sorti en 2010 et disponible uniquement en Corée du Sud. Les serveurs fermeront toutefois rapidement leurs portes devant le manque de succès.